# Euphyia intersecta
Euphyia intersecta är en fjärilsart som beskrevs av Otto Staudinger 1882. Euphyia intersecta ingår i släktet Euphyia och familjen mätare. Inga underarter finns listade i Catalogue of Life.